# Anticorp

Structura unui anticorp

Un anticorp (notat Ac sau Ab, din engleză Antibody), de asemenea denumit și imunoglobulină (notată Ig), este o moleculă de natură proteică (globulină), în forma literei Y, produsă în organitele limforeticulare sanguine denumite limfocite, capabilă să recunoască o particulă străina de organism, denumită antigen, și să declanșeze o reacție imunologică, care are ca rezultat îndepărtarea respectivei particule.
Unitatea structurală a anticorpului este o proteină tetracatenară, denumită monomer.
Anticorpii se leagă de markeri specifici - antigene - care se găsesc pe suprafața virusurilor, bacteriilor, sau a unor toxine și le aglutinează.
Sistemul imunitar poate fabrica milioane de anticorpi diferiți, care "luptă" împotriva unei largi varietăți de invadatori potențiali.
Persoanele care au grupa sanguină 0, A sau B prezintă anticorpi față de alte grupe sanguine.
Grupa sanguină AB, denumită și primitor universal, nu fabrică anticorpi față de celelalte grupe sanguine.
Un anticorp produs de organism, în cazuri patologice (boală autoimună), împotriva propriilor sale celule sau țesuturi poartă denumirea de autoanticorp.
Un anticorp care apare doar la anumiți indivizi ai unei specii și care acționează împotriva componentelor țesuturilor străine ale unui individ din aceeași specie poartă denumirea de izoanticorp.

## Reacție antigen-anticorp
Reacția antigen-anticorp este o reacție dintre anticorpii din serul imun și antigeni.
Este o reacție specifică, deoarece anticorpul reacționează numai cu acel antigen sub influența și în prezența căruia a luat naștere.
Există mai multe tipuri de astfel de reacții: unele (aglutinare, precipitare) sunt puse în evidență mai cu seamă in vitro, altele (bacterioliză, hemoliză) atât in vitro, cât și in vivo, iar altele (neutralizarea toxinelor și a virusurilor) de obicei numai in vivo.
Aceste tip de reacție are aplicații practice în biologie și în medicină.